# Lilleshall Hall
Lilleshall Hall è un'ex casa grande di campagna vicino Lilleshall, a Shropshire, in Inghilterra. È stata costruita su un'bbbazia agostiniana fondata nel XII secolo. Le rovine dell'originale Lilleshall Abbey sono protette oggi dall'English Heritage.

## Storia
La tenuta è stata acquistata dopo la soppressione dell'abbazia da James Leveson nel 1543. La sua famiglia ha vissuto in questa tenuta fino alla guerra civile. Nel 1645 la tenuta cadde nelle mani delle truppe del Parlamento. La tenuta venne in seguito restituita alla famiglia, che accrebbe il suo potere attraverso una serie di matrimoni e alleanze.
Sir William Leveson-Gower, sposò Lady Jane Granville, figlia del conte di Bath, che era stato nominato da baronetto a marchese. Essi costruirono una nuova residenza di campagna nel villaggio, ma loro figlio George Granville Leveson-Gower, dopo il suo matrimonio nel 1765, la ritenne troppo piccola e così decise di intraprendere dei lavori di ampliamento. Sua moglie incaricò l'architetto Sir Jeffry Wyattville e dei costruttori locali di avviarei lavori di ampliamento, che furono completati nel 1829, tre anni prima della morte del duca.
I suoi giardini includono numerosi ponti, canali, un giardino, un tempio greco, stagni e la passeggiata di Apple. Un obelisco di 21 m di altezza fu costruito nel 1833 in memoria del I duca di Sutherland e progettato da G.E Hamilton.

### Herbert Ford
Nel 1914, il V duca decise, allo scoppio della prima guerra mondiale, vendette l'intero patrimonio ad eccezione della Hall e 50 ettari (200.000 m²) di giardini, con meno di 100 acri (0.40 km²), acquistati da Wrekin College. Ha poi deciso che voleva vivere più vicino a Londra e vendette il resto della tenuta nel 1917 a Sir John Lee.
Herbert Ford era un uomo del posto che ha acquisito la sua ricchezza da parte dell'industria del Gorge. Nel 1927 acquistò la tenuta e decise un piano di business basato su una "casa signorile". Aumentò la partecipazione dalla pubblicità che il dirigibile tedesco Hindenburg avrebbe volare sopra la tenuta.

### Seconda Guerra Mondiale
Allo scoppio della seconda guerra mondiale, i giardini vennero chiusi, venne costruito un bunker e costruite aule di legno. Queste ultime vennero utilizzate come orfanotrofi. La terra e i giardini sono stati intensamente coltivati in tutto questo periodo.

### Dopoguerra
Molte aziende sono state lasciate in rovina dopo la seconda guerra mondiale e Lilleshall non fece eccezione. La ricostruzione fu costosa. Ford lottò, ma nel 1949 il Consiglio Centrale di ricreazione fisica era alla ricerca di un secondo centro di ricreazione nazionale al servizio del nord dell'Inghilterra per completare l'Abbazia di Bisham.

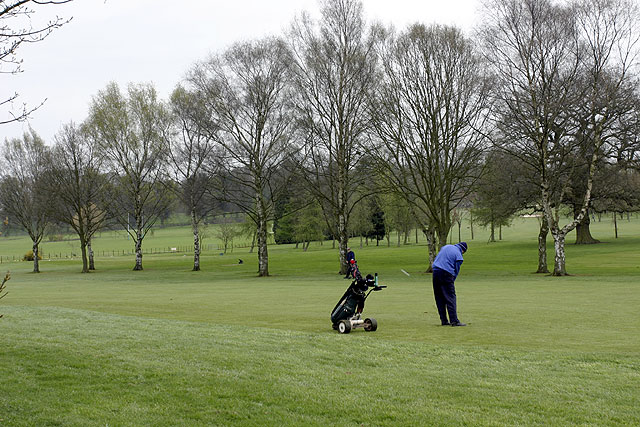
Lilleshall Hall Golf Course.

Nel 1949, la vendita fu concordata per £ 30.000, resa possibile grazie a un regalo fatto dal popolo del Sudafrica all'allora primo ministro Clement Attlee. Ford diede, poi, altri 10 acri (40.000 m²), a condizione che lui e la sua famiglia potessero rimanere a vivere per almeno altri dieci anni o fino alla sua morte.
Il centro sportivo è stato inaugurato nel 1951 da Sua Maestà la regina Elisabetta II (all'epoca ancora SAR la principessa Elisabetta). Primo direttore fu Jim Lane, membro del Marylebone Cricket Club.Egli decise di organizzare una serie di corsi di cricket e organizzò la prima conferenza degli allenatori di cricket che si è svolta nel dicembre 1951. Scuole estive si svolgono da luglio a settembre per gli organi di governo di molti sport importanti, tra cui cricket, tiro con l'arco, atletica, scherma, judo, sollevamento pesi, pallacanestro, calcio, netball e tennis.